# Стурдза, Димитре
Дими́тре Алекса́ндру Сту́рдза-Миклэуша́ну (рум. Dimitrie Alexandru Sturdza-Miclăușanu; 10 марта 1833, с. Милешты, жудец Яссы, Молдавское княжество — 21 октября 1914, Бухарест, Королевство Румыния) — румынский прозаик и государственный деятель, президент Румынской академии (1882—1884); неоднократно занимал пост премьер-министра в Королевстве Румыния (1895—1896, 1897—1899, 1901—1904 и 1907—1908).

## Биография
Представитель древнего боярского рода, родился в семье поэта Александра Стурдзы. Проходил обучение в Academia Mihăileană, высшее образование по экономике, финансам и истории получил в Германии: в Мюнхене, Геттингене, Бонне и Берлине.
Свою политическую карьеру начал в 1857 году в качестве секретаря дивана (законосовещательного органа) Молдавии и правящего триумвирата. После избрания господарем Объединённого княжества Молдавии и Валахии Александру Иоан Куза назначил его своим личным секретарём, однако он сам вскоре стал его противником. В декабре 1860 года он опубликовал в газете «Звезда Дуная» статьи против Кузы, за что был осуждён и сослан в монастырь. Затем ему удаётся вернуться в политику, получив назначения на должность министра общественных работ у губернатора Ясс.
В 1866 году в качестве члена так называемой "чудовищной коалиции№ принимал деятельное участие в низвержении князя Александру Кузы и вошёл в оста правительства, сформированного по поручению нового монарха Кароля I :
- февраль 1867, 1876—1877, 1884—1885 и 1902—1903 гг. — министр общественных работ,
- 1870—1871, январь-февраль 1877, 1878—1880, апрель-июнь 1881, март 1888 и январь-июль 1902 гг. — министр финансов,
- 1882—1885, 1895—1896, 1897—1899, 1901—1902, декабрь 1904 и 1907—1908 гг. — министр иностранных дел,
- 1885—1887 гг. — министр культов и общественной деятельности,
- январь-февраль 1896 г. — и.о. министра внутренних дел,
- январь-март 1899, ноябрь 1902 г. — и.о. министра сельского хозяйства, промышленности, торговли и территорий,
- 1901—1904 гг. — военный министр Королевства Румыния.

На посту министра финансов активно участвовал в решении так называемой «проблемы Штроусберга», связанной с уступкой строительства железной дороги немецкому консорциуму, который на протяжении многих лет совершал череду злоупотреблений. В 1879 году он провёл переговоры с канцлером Германии Отто фон Бисмарком, на которых обсуждал вопрос о выкупе у «Акционерной компании» (которая приобрела права и обязательства банкротства Strousberg) имущества железных дорог и в 1880 году добивается положительного решения этого вопроса.
Одновременно с 1866 по 1876 годы входил в состав Палаты депутатов Королевства Румыния Королевства Румыния. С 1876 по 1909 год — сенатор, в 1897 году избирался президентом Сената.
После смерти братьев Братиану становится президентом Национальной либеральной партии. В 1895 году Кароль I вводит принцип правительственной ротации, который обеспечивает чередование двух важных партий на румынской политической, либеральной и консервативной политической арене раз в четыре года. На этом основании Стурдза четырежды формировал Совет министров (1895—1896, 1897—1899, 1901—1904 и 1907—1908), также сам замещая другие министерские должности, чаще всего — министра иностранных дел. В этом статусе он подписал протокол о расширении секретного договора о союзе между Румынией и Австро-Венгрией в связи с визитом императора Франца Иосифа I в Бухарест. 
К концу его политической деятельности в рамках Национальной либеральной партии была создана группа под названием «Oculta», созданная для смешения политика с поста лидера партии. Эту группу возглавлял губернатор Национального банка Эуджениу Карада, который имел большое влияние в партии, оставаясь в тени, своего рода «оккультно», отсюда и название группы. Он усматривал великое политического будущее в лице Ионела Брэтиану и стремился поставить его во главе партии. Постоянное давление привело к расстройству нервной системы Струдзы, в октябре 1908 года было объявлено о том, что он временно покидает пост по состоянию здоровья, а в конце декабря он заявил, что больше не может оставаться на своём посту. 
В 1871 году был избран действительным членом Румынской академии, с 1882 по 1884 год занимал пост её президента. Являлся автором фундаментального труда «Acte si documente privatoare la Istoria Renascerei Romaniei» (8 томов, Бухарест, 1888—1897) и написал много статей и книг по вопросам политики, истории и нумизматики.

## Публикации
- «Acte si documente privatoare la Istoria Renascerei Romaniei» (8 т., Бухарест, 1888—1897);
- «La marche progressive sur le Danube» (Вена, 1878);
- «Rumänien u. der Vertrag von S. Stefano» (Вена, 1878);
- «Uebersicht der Münzen und Medaillen des Fürstenthums Rumänien, Moldau u. Walachei» (Вена, 1877);
- «Memoriu asupra numis maticei romanesci» (Бухарест, 1878);
- «Europa, Russia, Romania» (Бухар., 1878).
- «La question des portes de fer et des cataractes du Danube» (1899);
- «Charles I., roi de Roumanie» (1899 год).